# Catapariprosopa rubiginans
Catapariprosopa rubiginans är en tvåvingeart som först beskrevs av Villeneuve 1932.  Catapariprosopa rubiginans ingår i släktet Catapariprosopa och familjen parasitflugor.
Artens utbredningsområde är Taiwan. Inga underarter finns listade i Catalogue of Life.